# Лятна академия за брас ансамбли
Лятната академия за брас ансамбли, (Лятната академия за духови ансамбли) е ежегоден фестивал, организиран в град Копривщица по инициатива на кмета на община Копривщица и професор д-р Атанас Карафезлиев.
Първото издание на Лятната академия за брас ансамбли се провежда на 27, 28 и 29 август 2020 г., поради условията, като за първи път присъственото обучение е изместено от дистанционното поради инфекцията от COVID 19, което слага начало на този творчески експеримент. Провежда се в сградата и на сцената на Първото класно училище, основано от Найден Геров през 1846 в Копривщица. Домакини са музикантите от Ученическият духов оркестър на средно училище „Любен Каравелов“. Необходимистта от високи стандарти на организация и провеждане на събитието довежда до там, че за подготовката му е необходим срок от година и половина. По покана на Българската музикална асоциация обучението и представянето са заснети от документалиста, режисьор и оператор Добрин Керестелиев в късометражен документален филм. В програмата на фестивала са изпълнени произведения на Джовани Габриели, Крис Бачелър и Калина Андреева.
Второто издание се случва от 18 до 23 август 2021 г., като Академията вече е сертифицирана, с което тя се утвърждава като традиционен летен образователен брас форум. Ново нещо при това издание са майсторските класове за ударни инструменти. В Академията взимат участие музиканти от три музикални училища: Национално музикално училище „Любомир Пипков“ от София, Училище за музикално и танцово изкуство „Добрин Петков“ в Пловдив и Национално училище за музикално и сценично изкуство „Проф. Панчо Владигеров“ от Бургас.
На третото издание на вече сертифицираната ни Лятна академия за брас ансамбли и ударни инструменти през 2022 г. е добавен майсторски клас по тромпет с ръководител ас. д-р Петър Македонски. Диригентът на духовия оркестър на СУ „Любен Каравелов“ Валентин Петков официално е асистент-преподавател по оркестрови трудности. На Лятната академия отново са представени два концерта. На 26 август 2022 в залата на Народно читалище „Хаджи Ненчо Палавеев“ са представени соловите и ансамблови изпълнения на децата от майсторските класове по тромпет, тромбон и ударни инструменти. На този концерт в тържествена обстановка са връчени и сертификатите на всеки един от участниците в Академипта.
По традиция е представена премиера на произведение, написано или аранжирано специално за Лятната академия. През 2020 това е камерната пиеса за брас секстет „Шилень камен“ от Калина Андреева. В следващата година специално за оркестъра на СУ „Каравелов“ е изпълнен аранжимент на химна на Копривщица „Хубава си, моя горо“ от проф. Христо Йоцов. През 2023 г. Румен Бояджиев подарява аранжимент на една от най-изпълняваните пиеси на проф. Добри Палиев: „Право хоро“ сътворена за ксилофон.
За 2023 г, сдружение „Брас перспективи“ организира за новите участници – ученици и студенти от цялата страна, нови майсторски класове по инструменти. Включени към екипа на събитието са редица млади преподаватели.